# 扬·里斯-罗斯塞瓦奇
扬·里斯-罗斯塞瓦奇（Jan Rys-Rozsévač，1901年11月1日－1946年6月27日）是一位捷克斯洛伐克记者、政客，曾领导法西斯主义组织弗拉伊卡。
扬·罗斯塞瓦奇早年曾在大学学习医学，但未能完成学业。1936年，他加入创建于1930年的民族主义组织弗拉伊卡。也就是在这一时期，他开始使用笔名扬·里斯（Jan Rys）。他以此名出版了著作《犹太共济会人——全人类的祸患》（Židozednářství - metla lidstva/ Jewish freemasonry - the scourge of humankind，1938年）和《希尔斯纳事件与托马什·加里格·马萨里克》（Hilsneriáda a TGM/ Hilsner Affair and Tomáš Garrigue Masaryk，1939年）。1938年英法德意签订《慕尼黑協定》后，弗拉伊卡被正式解散，里斯-罗斯塞瓦奇被捕入狱。就在捷克斯洛伐克剩余领土被彻底侵占（1939年3月15日）之前不久，里斯-罗斯塞瓦奇获释，成为了弗拉伊卡的领袖。
里斯-罗斯塞瓦奇曾试图建立规模更大的法西斯主义组织，并致力于促进弗拉伊卡从传统的反德意志民族沙文主义意识形态转向，进而与纳粹黨、盖世太保合作。1939至1940年间，弗拉伊卡曾组织过反捷克斯洛伐克第一共和国政客（以托马斯·马萨里克和爱德华·贝奈斯为首）的群众集会。但德国占领当局还是决定支持以埃玛努埃尔·莫拉维茨为首的另一群捷克斯洛伐克叛国者，这些人正是里斯-罗斯塞瓦奇的政敌。由于弗拉伊卡持续对莫拉维茨进行政治攻击，1942年末，德方将弗拉伊卡解散，其领导人，包括里斯-罗斯塞瓦奇在内，都被关进达豪集中营，成了稍有些特权的囚犯，又在战争末期被转移至南蒂罗尔地区，1945年5月，南蒂罗尔被盟军攻佔，但紧接着在战后，他和另外三名同僚又被自己国家判处死刑，其他弗拉伊卡领导人也被判处长期监禁。1946年，里斯-罗斯塞瓦奇在布拉格的潘克拉茨监狱被处以绞刑。